# Reichsadmiral
Reichsadmiral (schwedisch Riksamiral, dänisch Rigsadmiral) war ein hohes politisch-militärisches Amt in Schweden und Dänemark-Norwegen sowie ansatzweise auch im Heiligen Römischen Reich.

## Reichsadmiral in Schweden und Dänemark
Fast zeitgleich wurde in den 1570er Jahren sowohl in Schweden als auch in Dänemark-Norwegen das Amt des Reichsadmirals geschaffen, und fast gleichzeitig wurden es in beiden Königreichen in den 1670er Jahren auch wieder abgeschafft. In beiden Königreichen war der Reichsadmiral oberster Befehlshaber aller Seestreitkräfte und Vorsitzender des Admiralitätskollegiums. Wie der Reichskanzler oder der Reichsmarschall zählte auch der Reichsadmiral zu den Reichserzämtern Schwedens und Dänemark-Norwegens. Als Mitglied des Reichsrats war er vergleichbar mit einem hohen Regierungsbeamten, etwa einem Marineminister. Da er kein Rang, sondern ein Amt war, wurden nicht nur Marineoffiziere, sondern zumeist Feldherren zum Reichsadmiral ernannt.

### Riksamiral in Schweden
Bis zur Thronbesteigung Eriks XIV. (1560) hatte die schwedische Marine vor allem die eigenen Küstengewässer verteidigt, Admirale waren immer nur befristet für bestimmte größere Marineoperationen berufen worden. Erik jedoch schickte Kriegsflotten in verschiedene feindliche Gewässer (1561 Eroberung Estlands, 1563–1570 Dreikronenkrieg) und schuf ein Amt, das organisatorisch allen Admiralen übergeordnet war. Als erster Befehlshaber wurde Clas Eriksson Fleming Ende 1561 oder Anfang 1562 zunächst zum „Obersten Admiral“ (öfverste amiral), 1569 oder 1571 dann zum „Admiral des Reiches“ (Riksens amiral bzw. Riksamiral) ernannt. Als Mitglied des schwedischen Reichsrats war der Reichsadmiral nach dem Reichskanzler und dem Reichsmarschall der dritthöchste Reichsbeamte. Seine Aufgabe war nicht nur die Koordinierung und Führung der gleichzeitig an verschiedenen Regionen stationierten und kämpfenden Geschwader und Flotten, sondern auch die Organisation ihrer Aufstellung, Ausrüstung und Bemannung. Dem Reichsadmiral zur Seite standen seit 1606 der Holmadmiral (Holmamiral, Befehlshaber des Marinearsenals Holmen, Stockholm) sowie 1610–1614 und 1653–1657 der Reichsvizeadmiral (Riksviceamiral). Aus dem Büro der Reichsadmirale entstand 1634 ein permanentes Admiralitätskollegium (Amiralitetskollegium), die Admiralität.
Wie alle hohen Ämter im Reichsrat so blieben auch die Posten im Admiralitätskollegium den Angehörigen der einflussreichsten Adelsfamilien des Reiches vorbehalten. (Nur einmal wurde 1599/1601 mit Joachim Scheel ein ausländischer „Emporkömmling“ zum Reichsadmiral berufen.) Das Gleichgewicht zwischen den einflussreichsten Familien zählte mehr als seemännische Erfahrung. Das Amt des Reichsadmirals erhielten daher meistens angesehene Feldherren, die sich so oftmals in eine günstige Ausgangsposition für die Anwartschaft auf das noch begehrtere Amt des Reichsmarschalls brachten. Die die Reichsämter des Reichsadmirals, Reichsmarschalls und des Reichsschatzmeisters unter sich verteilenden Familien waren trotz aller Rivalitäten derart miteinander versippt und verschwägert, dass die Finanzierung von Heer und Flotte sichergestellt war. Dieser Nepotismus ermöglichte eine militärisch-finanzielle Allianz, die in der „Regentenzeit“ ab 1660 ihre höchste Machtfülle erreichte. Weder Reichsadmiral Gustaf Otto Stenbock noch seine beiden nächstwichtigen Vertreter im Admiralitätskollegium hatten seemännische Erfahrung. Die Folge waren empfindliche Niederlagen und Verluste der schwedischen Marine im Schonenkrieg, was wiederum dem König den Vorwand gab, Stenbock 1676 als Reichsadmiral abzusetzen und 1680 das Amt beziehungsweise den gesamten Reichsrat abzuschaffen.
Stenbock wurde mit dem bloßen Titel eines „Obersten Admirals“ (öfverste amiral) abgefunden, den er bis zu seinem Tode weiterführte, ohne dass damit jedoch Befehlsgewalt oder Vollmachten verbunden waren. Die Aufgaben des Reichsadmirals übernahm das fortan Marineoffizieren vorbehaltene Admiralitätskollegium. Als oberster Marinedienstgrad wurde der Rang des Generaladmirals (zunächst Admiral-General) geschaffen, der bis 1828 verliehen wurde und auch als Präsident des Admiralitätskollegiums fungierte. Die darauffolgende Ernennung des schwedischen Kronprinzen Oskar zum Großadmiral (Storamiral) blieb eine Ausnahme (1827/28–1840).

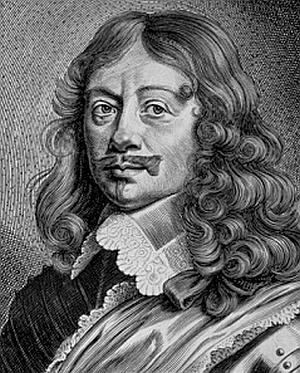
Carl Gustav Wrangel war 1657–64 schwedischer Reichsadmiral
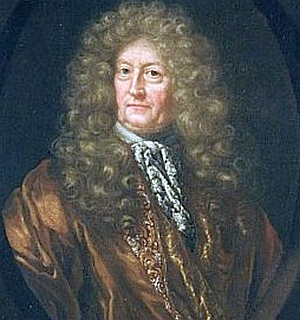
Gustaf Otto Stenbock war 1664–76 Schwedens letzter Reichsadmiral

### Liste schwedischer Reichsadmiräle
| Name                          | Lebenszeit | Amtszeit     | Anmerkungen                                                          |
| Clas Eriksson Fleming         | 1530–1597  | 1561/69–1595 | 1561/62–1569/71 zunächst öfverste amiral, danach riksens amiral      |
| Joakim (Joachim) Scheel(e)    | 1531–1606  | 1596/99–1602 | Deutscher aus Pommern (Rügen), seit 1601 Sveriges rikes amiral       |
| Axel Nilsson Ryning           | 1552–1620  | 1602–1612    | danach 1612–1620 Reichsmarschall                                     |
| Göran Nilsson Gyllenstierna   | 1575–1618  | 1612–1618    | seit 1610 Riksviceamiral, ab 1612 riksens öfverste amiral            |
| Carl Carlsson Gyllenhielm     | 1574–1650  | 1620–1650    | die Flotte befehligten Erik Eriksson Ryning und Clas Larsson Fleming |
| Gabriel Bengtsson Oxenstierna | 1586–1656  | 1652–1656    | zuvor 1634–1652 Reichsschatzmeister                                  |
| Carl Gustav Wrangel           | 1613–1676  | 1657–1664    | seit 1653 Riksviceamiral, danach 1664–1676 Reichsmarschall           |
| Gustaf Otto Stenbock          | 1614–1685  | 1664–1676/85 | bis 1676 Riksamiral, danach öfverste amiral                          |

### Rigsadmiral in Dänemark
Vom König ernannte zwischenzeitliche Oberbefehlshaber (øverste kaptajn) bzw. Admirale vereinter dänisch-norwegischen Flotten hatte es seit Beginn des 16. Jahrhunderts gegeben, so z. B. ab 1510 Henrik Krummedike oder später Peder Skram. Doch erst 1575 oder 1576, nur wenige Jahre nach Flemings Ernennung zum ersten schwedischen Reichsadmiral, berief auch Dänemark-Norwegen mit Peder Munk erstmals einen Reichsadmiral (Rigsens Admiral, Rigets Admiral bzw. Rigsadmiral). In der Mitte des 17. Jahrhunderts stand dem dänischen Reichsadmiral zudem ein Rigsviceadmiral als Stellvertreter und ab 1648 ein Holmens Admiral zur Seite (Holmens Chef, Befehlshaber des Marinearsenals Holmen, Kopenhagen). Wie in Schweden so waren auch in Dänemark das Amt des Reichsadmirals und die übrigen Reichsämter zwischen den einflussreichsten Familien des Hochadels umkämpft, und wie in Schweden bemühte sich im Zeitalter des Absolutismus auch der dänische König, den Einfluss des Adels und des Reichsrats zurückzudrängen. Nach den Niederlagen gegen Schweden 1658/60 wurde das 1655 gegründete Admiralitätskollegium (Admiralitetskollegiet, Sigillum Collegiae Amiralis Sacrae Regiae Majestatis Daniae) reformiert, der letzte dänische Reichsadmiral, der Norweger Henrik Bjelke, übernahm als Präsident des Kollegiums vor allem organisatorische Aufgaben statt operative Kommandos. Das Kommando über die Flotte übernahm zunächst Admiralitätsvizepräsident Cort Adeler, der 1663 zum ersten Generaladmiral ernannt wurde. Dann, zu Beginn des Schonenkrieges, erhielt 1676 der niederländische Generaladmiral Cornelis Tromp den Oberbefehl über die gemeinsame Flotte. Das Amt des Reichsadmirals wurde nach Beendigung des Krieges, kurz nach der Abschaffung des Reichsadmiralamtes in Schweden, 1679 auch in Dänemark abgeschafft, den Titel aber behielt Bjelke bis zu seinem Tode (1683) weiter. Als Oberkommandierender wurde bis ins 18. Jahrhundert jeweils ein Generaladmiral berufen. Die Aufgaben des Reichsadmirals gingen auf das Admiralitätskollegium über, das 1848 in ein Marineministerium umgewandelt wurde.

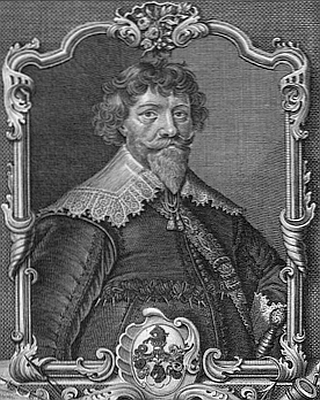
Jørgen Vind fiel 1644 im Kampf gegen die Schweden
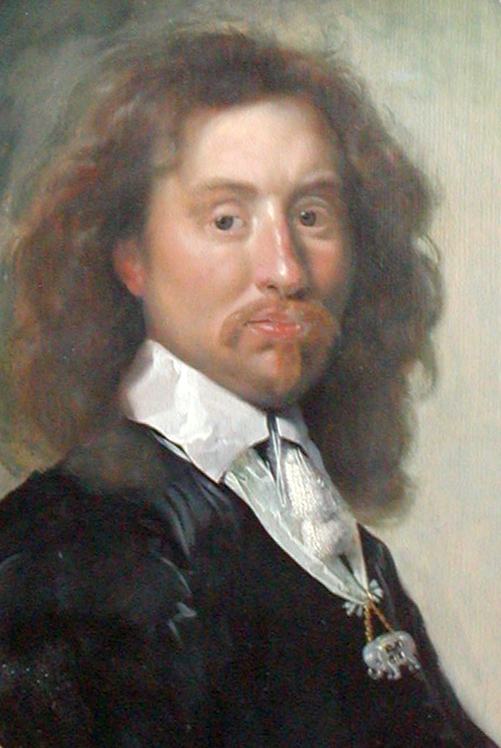
Henrik Bjelke war 1657–79 Dänemarks letzter Reichsadmiral
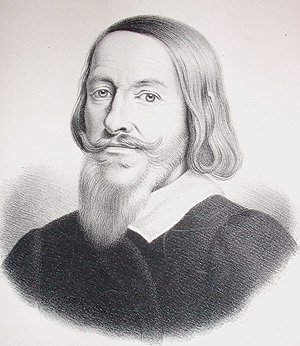
Ove Gjedde geriet 1658 in schwedische Gefangenschaft

### Liste dänischer Reichsadmiräle
Einige Quellen bezeichnen schon die Admirale, Reichsratsmitglieder und Flottenoberbefehlshaber Peder Skram (1556–1559) und dessen Nachfolger Herluf Trolle (1559–1565) als erste Reichsadmirale, tatsächlich waren sie jedoch Holmens Chefs (Holmadmirale).
| Name           | Lebenszeit | Amtszeit     | Anmerkungen                                                               |
| Peder Munk     | 1534–1623  | 1576–1596    | Rigsens admiral, danach 1596–1608 Reichsmarschall                         |
| Mogens Ulfeldt | 1569–1616  | 1609–1616    |                                                                           |
| Albert Skeel   | 1572–1649  | 1616–1623    |                                                                           |
| Claus Daa      | 1579–1641  | 1623–1641    |                                                                           |
| Jørgen Vind    | 1593–1644  | 1641–1644    | fiel in der Seeschlacht auf der Kolberger Heide                           |
| Ove Gjedde     | 1594–1660  | 1645–1660    | ab 1657 in schwedischer Gefangenschaft                                    |
| Niels Trolle   | 1599–1667  | 1660–1662    | 1645–1657 Rigsviceadmiral, danach zunächst Statthalter in Norwegen        |
| Henrik Bjelke  | 1615–1683  | 1662–1679/83 | 1657–1662 Rigsviceadmiral, seit 1660 Präsident des Admiralitätskollegiums |

## Situation im Heiligen Römischen Reich
Ein mit Schweden oder Dänemark vergleichbares Amt eines Reichsadmirals hat es im Heiligen Römischen Reich nicht gegeben. Gleichwohl gab es im 13. und 14. Jahrhundert einige vom Kaiser ernannte oberste Admirale sowie im 15. und 16. Jahrhundert eine kurzlebige Reichsadmiralität und zumindest Pläne für ein Reichsadmiralsamt.

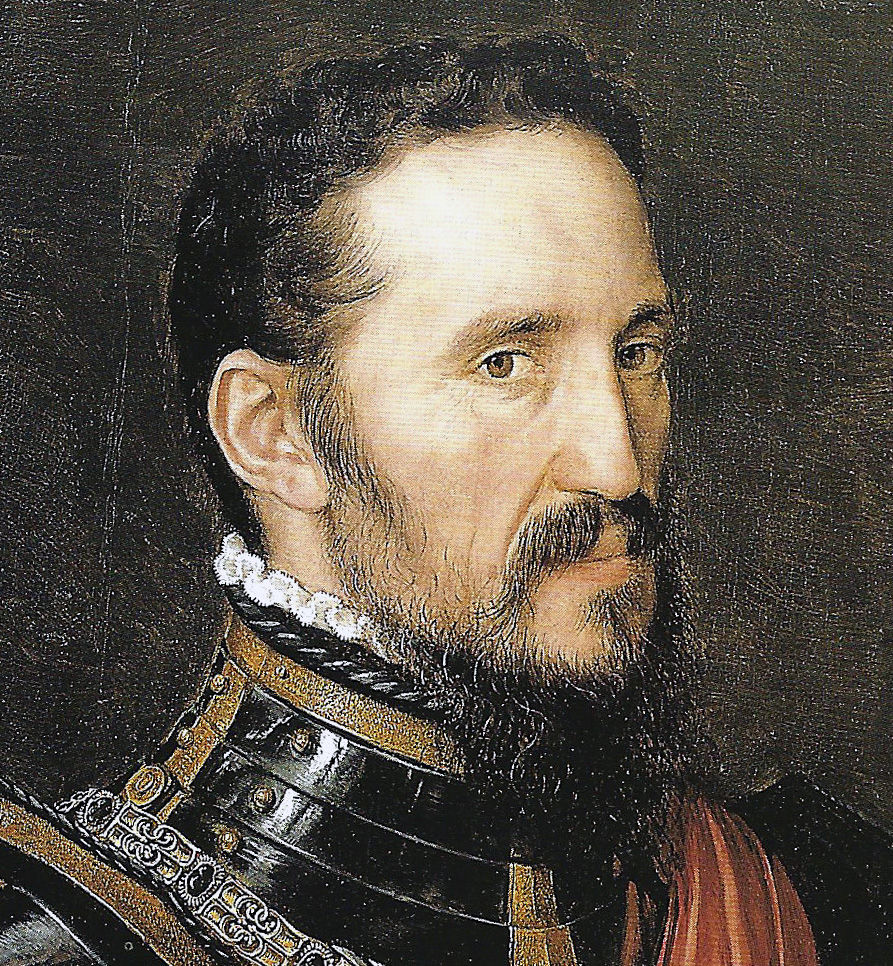
Die Berufung des Herzogs von Alba zum Reichsadmiral scheiterte 1570 an den Kurfürsten
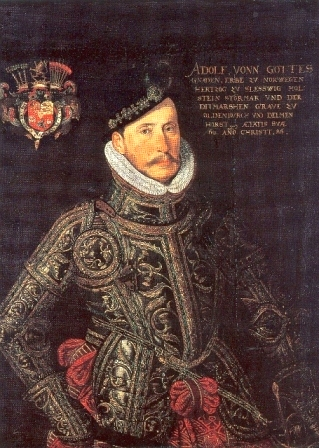
Adolf von Holstein wollte Reichsadmiral werden, das Admiralswerk scheiterte jedoch 1576
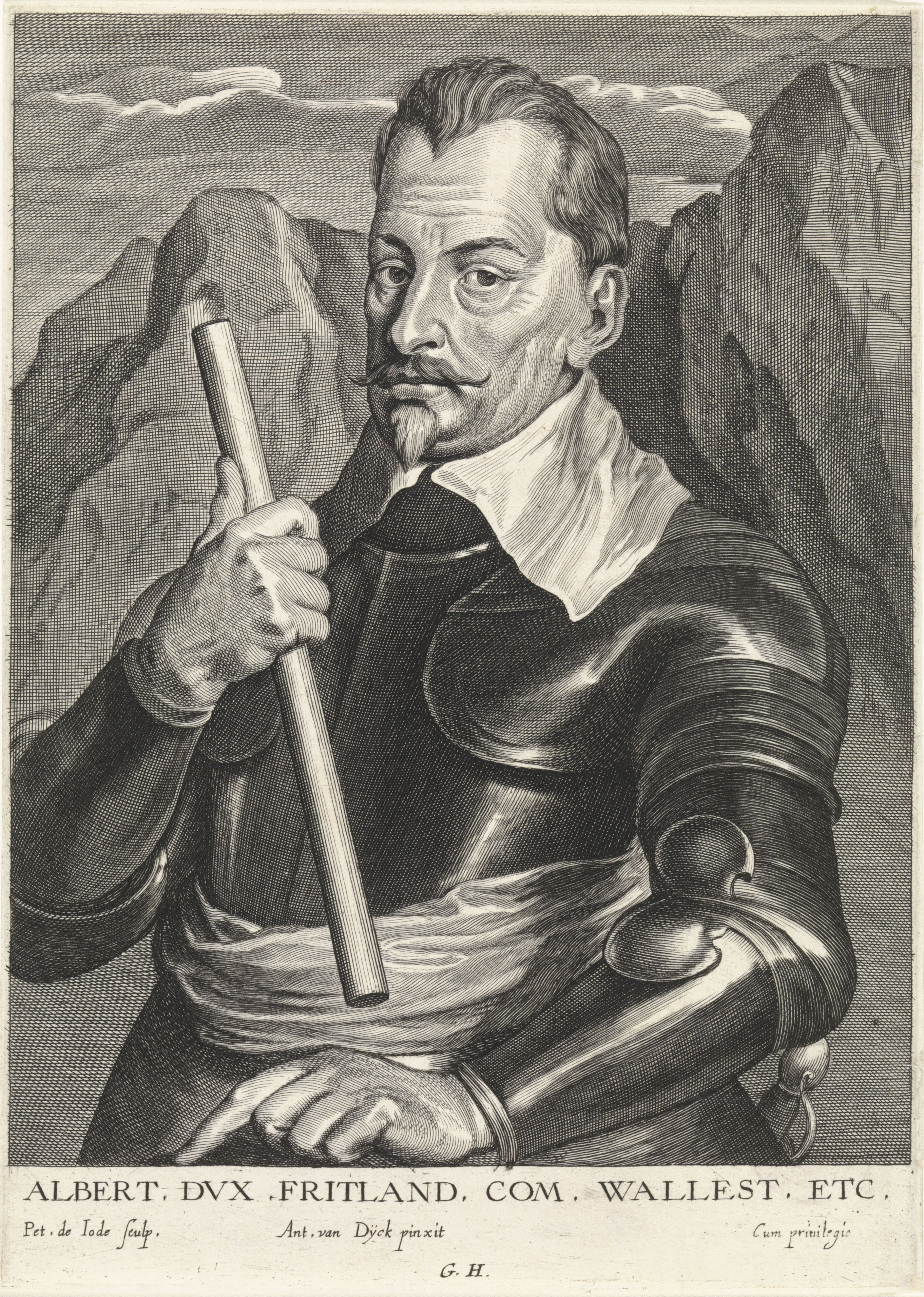
Generalissimus Albrecht von Wallenstein wurde 1628 Oberster Admiral des Kaisers

### Sizilianische Reichsadmiräle im 13. und 14. Jahrhundert
Seit der Erwerbung des normannischen Königreichs Sizilien hatten die Staufer-Kaiser die Möglichkeit, Flotten aufzustellen und hatten begonnen, für diese Flotten Admirale zu ernennen – vor allem um die norditalienischen Seerepubliken zu unterwerfen, aber auch um die Handelswege im Mittelmeer zu kontrollieren oder die Kreuzfahrer in Damiette zu versorgen und den Kaiser selbst nach Jerusalem zu bringen (Kreuzzug Friedrichs II.). Diese kaiserlichen Flotten waren jedoch keine Reichsflotten, und die von Friedrich II. bzw. Konrad IV. ernannten Reichsadmirale Guilelmus (Wilhelm) Porcus, Ansaldo de Mari und Enzio von Sardinien sowie der von Heinrich VII. zum Reichsadmiral ernannte Friedrich II. von Sizilien waren keine Admirale des Heiligen Römischen Reiches oder Reichsitaliens, sondern Admirale des Königreichs Sizilien.

### Reichsadmiralität im 15. Jahrhundert
Im 15. Jahrhundert waren die niederländischen Hafenstädte von der Hanse abgefallen, in der Nordsee führte die Hanse Krieg gegen niederländische und englische Kaperschiffe. Zur Bekämpfung der Seeräuberei in der Nordsee versuchte Maximilian I. aus den Schiffen des burgundischen Erbes eine Reichsseemacht zu schaffen versucht. Zur Ausrüstung dieser Schiffe richtete er 1487 in Antwerpen eine Reichsadmiralität ein, ein Reichsadmiral wurde jedoch nicht berufen. Maximilian selbst kämpfte 1488 mit diesen Schiffen zur See gegen flämische Aufständische. Mit der Übertragung der niederländisch-belgischen Gebiete an Spanien verschwand die Reichsadmiralität schon 1496 wieder.

### Admiralswerk im 16. Jahrhundert
Ab 1563 hatte die Hanse im Dreikronenkrieg die Herrschaft über die Ostsee endgültig verloren, Schweden und Dänemark hatten für ihre Kriegsflotten oberste Admiräle bzw. Reichsadmirale ernannt. In der Nordsee schädigte seit 1567 der mit den Niederländischen Unabhängigkeitskrieg gegen Spanien zusammenhängende Kaperkrieg niederländischer Korsaren den deutschen Seehandel. Kaiser Maximilian II. wollte daher den an die Nordsee angrenzenden burgundischen, westfälischen und niedersächsischen Reichskreis dazu verpflichten, eine Reichsflotte aufzustellen und auszurüsten. Die Reichsflotte in der Nordsee sollte von einem Obersten Admiral, eine eventuelle weitere Flotte in der Ostsee von einem Unteradmiral befehligt werden. Für den Unterhalt sollte der Kaiser zahlen. Das als Admiralswerk bezeichnete Gesamtpaket derartiger Flottenpläne wurden 1570 auf dem Reichstag zu Speyer vorgetragen, der Kaiser setzte dafür zwei Kommissionen ein, die Verwirklichungspläne erstellen sollten. Bei den meisten Reichsfürsten fand das Admiralswerk Zustimmung, den Kurfürsten jedoch missfiel der Gedanke, der Herzog von Alba könne zum Reichsadmiral ernannt werden, um die Niederländer für Spanien, aber letztlich doch auf Unkosten des Reiches zu unterwerfen. Bis zum nächsten Reichstag 1576 in Regensburg brachten sich diverse Kandidaten für das Amt des Reichsadmirals ins Spiel: Pfalzgraf Georg Johann von Veldenz, Herzog Adolf I. von Schleswig-Holstein-Gottorf und Graf Edzard II. von Ostfriesland, ebenso wie später noch einmal sein Sohn Enno III. von Ostfriesland, doch mit dem Tod des Kaisers starben auch seine Pläne noch im selben Jahr.

### Oberster Kaiserlicher Admiral im 17. Jahrhundert

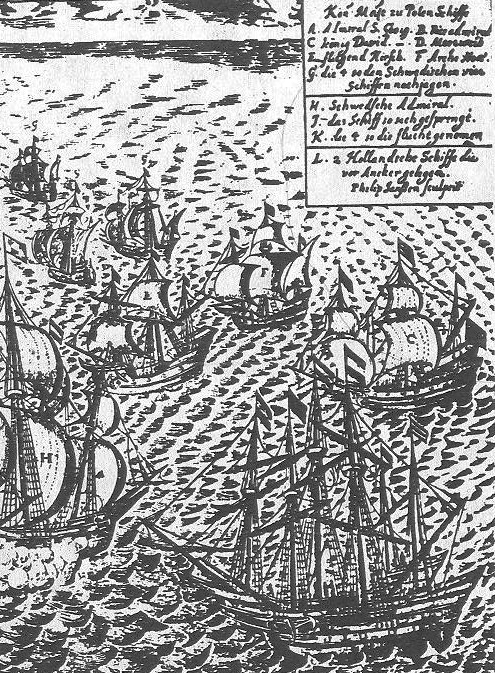
Die polnische Galeone König David (C, rechts) wurde zum Admiralsschiff in Wallensteins kaiserlicher Ostseeflotte

Während des Dreißigjährigen Krieges wurden am Kaiserhof bzw. im katholischen Lager erneut Pläne für die Aufstellung einer Reichsflotte und die Berufung eines Reichsadmirals entwickelt. Dänemark, das sich mit den Niederlanden und England verbündet hatte, war 1626 zu Lande geschlagen worden, eine Kriegsflotte sollte die dänische Vorherrschaft auch zur See – zumindest in der Ostsee – brechen. Zu diesem Zwecke wurde 1628 der siegreiche Feldmarschall Albrecht von Wallenstein von Kaiser Ferdinand II. zum Obersten General des Ozeanischen und Baltischen Meeres und Generalkapitän der zu errichtenden Armada bzw. zum Obersten Admiral der Nord- und Ostsee sowie zum Herzog von Mecklenburg ernannt. Zum für den Aufbau einer Ostseeflotte verantwortlichen Unteradmiral ernannte Wallenstein den General Philipp von Mansfeld. Vergeblich umgarnte der Kaiser die protestantischen Hansestädte. Angesichts ihrer der Haltung, lieber einen Ausgleich mit Dänemark zu suchen als eine Stärkung des Kaisertums zuzulassen, bestand die kaiserliche Ostseeflotte nicht aus hanseatischen, sondern aus polnischen, pommerschen und mecklenburgischen Schiffen. Admiralsschiff wurde die König David.
Der von den Hansestädten 1629 vermittelte Lübecker Frieden nahm Wallensteins Flotte die Möglichkeit, weiter gegen Dänemark vorzugehen. Die kaiserlichen Ostseepläne stießen jedoch nicht nur auf den Widerstand Dänemark, Englands und der Niederlande, sondern auch Schwedens. Das von Wallenstein belagerte Stralsund verbündete sich erst mit Dänemark, dann mit Schweden, und dänische und schwedische Kriegsschiffe blockierten die in Wismar ankernde kaiserliche Flotte. Schon 1630 wurde Wallenstein vom Kaiser abberufen und seine Kriegsschiffe nach und nach von Dänen und Schweden aufgebracht. Von 1632 bis 1634 fungierte Wallenstein zwar nochmals als oberster Feldherr, nicht mehr jedoch als oberster Admiral.